# Gieorgij Pawłow
Gieorgij Siergiejewicz Pawłow (ros. Гео́ргий Серге́евич Па́влов, ur. 22 listopada?/5 grudnia 1910 w Mariupolu, zm. 6 października 1991 w Moskwie) – radziecki działacz partyjny, członek KC KPZR (1971–1986), Bohater Pracy Socjalistycznej (1980).
W 1936 ukończył studia w Instytucie Metalurgicznym w Dnieprodzierżyńsku, od 1939 w WKP(b), od 1940 funkcjonariusz partyjny, w latach 1943–1947 II sekretarz i I sekretarz Komitetu Miejskiego KP(b)U w Dnieprodzierżyńsku, 1947–1949 w KC WKP(b), 1949–1950 I sekretarz Komitetu Miejskiego WKP(b) w Magnitogorsku. Od 1950 do marca 1951 II sekretarz Komitetu Obwodowego WKP(b) w Czelabińsku, w latach 1951–1954 zastępca przewodniczącego Komitetu Wykonawczego Rady Obwodowej w Kostromie, 1954–1955 sekretarz Kostromskiego Komitetu Obwodowego KPZR, 1955–1956 I sekretarz Komitetu Miejskiego KPZR w Kostromie, 1956–1957 II sekretarz Kostromskiego Komitetu Obwodowego KPZR, 1957 w KC KPZR. Od 29 grudnia 1957 do 28 listopada 1963 I sekretarz Maryjskiego Komitetu Obwodowego KPZR, od 31 października 1961 do 30 marca 1971 zastępca członka, a od 9 kwietnia 1971 do 25 lutego 1986 członek KC KPZR. Od listopada 1963 do grudnia 1965 kierownik Wydziału Komitetu Kontroli Partyjno-Państwowej KC KPZR, od grudnia 1965 do września 1983 zarządzający sprawami KC KPZR, następnie na emeryturze. W latach 1958–1984 deputowany do Rady Najwyższej ZSRR. Popełnił samobójstwo. Pochowany na Cmentarzu Nowodziewiczym.

## Odznaczenia i nagrody
- Medal Sierp i Młot Bohatera Pracy Socjalistycznej (4 grudnia 1980)
- Order Lenina (dwukrotnie)
- Order Rewolucji Październikowej
- Order Czerwonego Sztandaru Pracy (trzykrotnie)
- Medal „Za pracowniczą dzielność”
- Nagroda Państwowa ZSRR

I medale.